# Liste der Highways in British Columbia
Folgende Highways stehen unter der Verwaltung des British Columbia Ministry of Transport.
| Zeichen                          | Nummer | Name                                                                 | Beginn                          | Ende                                       | Länge, in km |
| -------------------------------- | ------ | -------------------------------------------------------------------- | ------------------------------- | ------------------------------------------ | ------------ |
|                                  | 1      | Trans-Canada Highway                                                 | Victoria, Mile Zero             | Kicking Horse Pass, weiter auf             | 1039         |
|                                  | 1A     | Chemainus                                                            | Crofton, weiter auf             | Ladysmith, weiter auf                      | 16           |
|                                  | 1A     | West End Vancouver, weiter auf                                       | Abbotsford, weiter auf          | 17                                         |              |
| Old Yale Road                    | 1A     | Chilliwack, Yale Rd, weiter auf                                      | Rosedale, weiter auf            | 73                                         |              |
|                                  | 2      | Tupper Highway                                                       | Tupper, weiter auf              | Dawson Creek, weiter auf                   | 42           |
|                                  | 3      | Crowsnest Highway                                                    | Hope, weiter auf                | Crowsnest Pass, weiter auf                 | 837          |
|                                  | 3A     | Kaleden Highway                                                      | Keremeos, weiter auf            | Kaleden, weiter auf                        | 154          |
| Castlegar-Nelson-Creston Highway | 3A     | Castlegar, weiter auf                                                | Creston, weiter auf             | 35                                         |              |
|                                  | 3B     |                                                                      | Nancy Greene Lake, weiter auf   | Meadows, weiter auf                        | 71           |
|                                  | 4      | Pacific Rim Highway, Port Alberni Highway                            | Qualicum Beach, weiter auf      | Tofino                                     | 163          |
|                                  | 4A     | Old Alberni Highway                                                  | Parksville, weiter auf          | Coombs, weiter auf                         | 12           |
|                                  | 5      | Southern Yellowhead Highway, Coquihalla Highway                      | Hope, weiter auf                | Tête Jaune Cache, weiter auf               | 524          |
|                                  | 5A     | Princeton-Kamloops Highway                                           | Princeton, weiter auf           | Kamloops, weiter auf                       | 182          |
|                                  | 6      | Monashee Highway                                                     | Salmo, weiter auf               | Vernon, weiter auf                         | 407          |
|                                  | 7      | Lougheed Highway                                                     | Vancouver, weiter auf           | Hope, weiter auf                           | 149          |
|                                  | 7A     | Barnet Highway                                                       | Vancouver, Burnaby, Boundary Rd | Coquitlam, weiter auf                      | 26           |
|                                  | 7B     | Mary Hill Bypass                                                     | Coquitlam, weiter auf           | Port Coquitlam, weiter auf                 | 9            |
|                                  | 8      | Nicola Highway                                                       | Merritt, weiter auf             | Spences Bridge, weiter auf                 | 61           |
|                                  | 9      | Agassiz Highway                                                      | Bridal Falls, weiter auf        | Harrison Hot Springs                       | 18           |
|                                  | 10     | Ladner-Langley Highway                                               | Ladner, weiter auf              | Langley, weiter auf                        | 38           |
|                                  | 11     | Abbotsford-Mission Highway                                           | Huntingdon, weiter auf          | Mission, weiter auf                        | 17           |
|                                  | 12     |                                                                      | Lytton, weiter auf              | Lillooet, weiter auf                       | 62           |
|                                  | 13     | Aldergrove Highway                                                   | Aldergrove, weiter auf          | nördlich Aldergrove, weiter auf            | 12           |
|                                  | 14     | Juan de Fuca Highway, West Coast Road                                | Langford, weiter auf            | Port Renfrew                               | 103          |
|                                  | 15     | Pacific Highway                                                      | Douglas, weiter auf             | Surrey, weiter auf                         | 20           |
|                                  | 16     | Queen Charlottes Highway, Yellowhead Highway, Trans-Canada Highway   | Masset                          | Yellowhead Pass, weiter auf                | 1347         |
|                                  | 17     | Patricia Bay Highway, Tsawassen Highway                              | Victoria, weiter auf            | Ladner, weiter auf                         | 45           |
|                                  | 17A    | West Saanich Road                                                    | Saanich, weiter auf             | North Saanich bei Swartz Bay, weiter auf   | 27           |
|                                  | 18     | Cowichan Valley Highway                                              | Lake Cowichan                   | North Cowichan, Duncan, weiter auf         | 26           |
|                                  | 19     | Island Highway                                                       | Nanaimo, Duke Point Ferry       | Port Hardy                                 | 406          |
|                                  | 19A    | Oceanside Route, Old Island Highway                                  | Nanaimo, weiter auf             | Campbell River, weiter auf                 | 135          |
|                                  | 20     | Chilcotin Highway, Alexander MacKenzie Highway                       | Williams Lake, weiter auf       | Bella Coola                                | 457          |
|                                  | 21     |                                                                      | Rykerts, weiter auf             | Creston, weiter auf                        | 14           |
|                                  | 22     |                                                                      | Paterson, weiter auf            | Castlegar, weiter auf                      | 47           |
|                                  | 22A    |                                                                      | Waneta, weiter auf              | Trail, weiter auf                          | 11           |
|                                  | 23     | Big Bend Highway                                                     | Nakusp, weiter auf              | Mica Dam                                   | 250          |
|                                  | 24     | Little Fort Highway, Interlakes Highway                              | 93 Mile House, weiter auf       | Little Fort, weiter auf                    | 97           |
|                                  | 26     |                                                                      | Quesnel, weiter auf             | Barkerville                                | 82           |
|                                  | 27     | Stuart Lake Highway                                                  | Vanderhoof, weiter auf          | Fort St. James                             | 53           |
|                                  | 28     | Strathcona Highway                                                   | Gold River                      | Campbell River, weiter auf                 | 89           |
|                                  | 29     | Don Philips Way, Hudson’s Hope Loop                                  | Tumbler Ridge, weiter auf       | Charlie Lake, weiter auf                   | 237          |
|                                  | 30     | Port Alice Road                                                      | Beaver Lake, weiter auf         | Port Alice                                 | 30           |
|                                  | 31     | Selkirk Highway                                                      | Balfour, weiter auf             | Galena Bay, weiter auf                     | 175          |
|                                  | 31A    |                                                                      | New Denver, weiter auf          | Kaslo, weiter auf                          | 47           |
|                                  | 33     |                                                                      | Rock Creek, weiter auf          | Kelowna, weiter auf                        | 129          |
|                                  | 35     | North Francois Highway                                               | Burns Lake, weiter auf          | Francois Lake Ferry                        | 23           |
|                                  | 37     | Kitimat Cassiar Highway                                              | Kitimat                         | Watson Lake                                | 874          |
|                                  | 37A    | Glacier Highway, Stewart Highway                                     | Stewart                         | Meziadin Junction, weiter auf              | 65           |
|                                  | 39     | Mackenzie                                                            | Parsnip River, weiter auf       | Mackenzie                                  | 36           |
|                                  | 41     |                                                                      | Carson, weiter auf              | Grand Forks, weiter auf                    | 1            |
|                                  | 43     | Elk Valley Highway                                                   | Sparwood, weiter auf            | Elkford                                    | 35           |
|                                  | 49     | Spirit River Highway, Northern Woods and Water Route                 | Dawson Creek, weiter auf        | Grenze zu Alberta bei Bay Tree, weiter auf | 16           |
|                                  | 52     | Heritage Highway, Tumbler Ridge Loop                                 | Arras, weiter auf               | Tupper, weiter auf                         | 243          |
|                                  | 77     | Liard Highway                                                        | Fort Nelson, weiter auf         | Fort Liard                                 | 138          |
|                                  | 91     | Annacis Highway, Richmond Freeway                                    | Delta, weiter auf               | Richmond, weiter auf                       | 22           |
|                                  | 91A    | Queensborough Connector                                              | Vancouver, New Westminster      | Richmond, weiter auf                       | 3            |
|                                  | 93     | Kootenay Highway, Banff-Windermere Parkway                           | Rooseville, weiter auf          | Vermilion Pass, weiter auf                 | 397          |
|                                  | 95     | Columbia Highway                                                     | Kingsgate, weiter auf           | Golden, weiter auf                         | 329          |
|                                  | 95A    | Kimberley Highway                                                    | Cranbrook, weiter auf           | Ta Ta Creek, weiter auf                    | 55           |
|                                  | 97     | Okanagan Highway, Cariboo Highway, John Hart Highway, Alaska Highway | Osoyoos, weiter auf             | Teslin, Highway 1 (Yukon)                  | 2081         |
|                                  | 97A    |                                                                      | Vernon, weiter auf              | Sicamous, weiter auf                       | 65           |
|                                  | 97B    |                                                                      | Grindrod, weiter auf            | Salmon Arm, weiter auf                     | 14           |
|                                  | 97C    | Okanagan Connector, Coquihalla Connector                             | Peachland, weiter auf           | Aspen Grove, weiter auf                    | 220          |
|                                  | 97D    | Meadow Creek Road                                                    | Logan Lake, weiter auf          | Lac Le Jeune, weiter auf                   | 24           |
|                                  | 99     | Sea-to-Sky Highway, Duffey Lake Road                                 | Peace Arch, weiter auf          | Cache Creek, weiter auf                    | 409          |
|                                  | 99A    | King George Boulevard                                                | Surrey, weiter auf              | Vancouver, weiter auf                      | 50           |
|                                  | 101    | Sunshine Coast Highway                                               | Langdale Ferry                  | Lund                                       | 159          |
|                                  | 113    | Nisga’a Highway                                                      | Terrace, weiter auf             | Cranberry Junction, weiter auf             | 158          |
|                                  | 118    | Central Babine Lake Highway, Topley Landing Road                     | Topley, weiter auf              | Granisle                                   | 50           |
|                                  | 395    |                                                                      | Cascade, weiter auf             | Christina Lake, weiter auf                 | 4            |

Für die Highways 3, 5 und 113 existieren noch spezielle Kennzeichen, die jedoch aufgrund des Urheberrechts in der deutschsprachigen Wikipedia nicht als Symbol dargestellt werden dürfen.